# Colphepeira catawba
Colphepeira catawba är en spindelart som först beskrevs av Banks 1911.  Colphepeira catawba ingår i släktet Colphepeira och familjen hjulspindlar. Inga underarter finns listade i Catalogue of Life.